# Shalim Ortiz
Shalim Gerardo Ortiz Goyco (ur. 26 lutego 1979 r. w San Juan, w Portoryko) – portorykański wokalista popowy i aktor.

## Filmografia

### Filmy fabularne
- 2002: S Club 7 in Hollywood jako Miguel Delgado
- 2004: Ángel rebelde jako Shalim
- 2007: Spin jako Carlos
- 2007: Yuniol
- 2008: The Art of Travel jako Carlos 'Bullet'
- 2008: 30 Days 'Til I'm Famous jako Guido
- 2009: Gurdian jako Wally
- 2009: Caso abierto jako Gonzalo Luque
- 2009: Maneater jako Pablo Hernandez
- 2009: Touched jako Jimmy
- 2009: Wanna Be Me! jako Desiderio Lopez
- 2009: Expecting a Miracle jako Juan Salazar
- 2011: Jackie Goldberg Private Dick jako Jesús
- 2011: Villa Captive
- 2012: Tipo duro jako Frank Vega
- 2013: Reencarnación: Una historia de amor jako

### Seriale TV
- 2002: Lizzie McGuire jako Carlos
- 2007: Cory w Białym Domu (Cory in the House) jako Nanoosh
- 2007: Herosi (Heroes) jako Alejandro Herrera
- 2008: CSI: Kryminalne zagadki Miami (CSI: Miami) jako Mario Vega
- 2011: Dowody zbrodni (Cold Case) jako Tuco
- 2011: Morir en Martes jako dr Adrian Ortiz
- 2011: El octavo mandamiento jako Iñaki Arriaga
- 2011-2012: Pokojówka na Manhattanie (Una Maid en Manhattan) jako Frank Varela
- 2012: XY. La revista jako José García Roble Jr.
- 2013: Dama y Obrero jako José Manuel Correal

## Dyskografia
- Shalim
- Cuarto sin Puerta